# 호모 루돌펜시스
호모 루돌펜시스(Homo rudolfensis)는 1972년 케냐의 루돌프 호수에서 인류학자 리처드 리키(Richard Leakey)와 동물학자 미브 리키(Meave Leakey)가 주도하는 조사단의 구성원인 버나드 느게너(Bernard Ngeneo)에 의해 발견된 화석으로 250만년 전부터 170만년 전 사이에 살았다. 사람속에 속하는지에 대한 논란이 많았으나 사람속의 공통된 특징을 많이 가지고 있어 사람속으로 분류되었다. 처음에는 호모 하빌리스로 분류되어 있기도 하였다. 체구는 작았으나 두뇌의 용량은 800cc로 오스트랄로피테쿠스류보다 상당히 큰 두뇌였다.
1972년에 발견된 남성의 두개골은 루이스 리키의 호모 하빌리스의 정당성을 입증하는 것으로 인정되었다. 그러나 투르카나 호수에서 발견된 다른 호모 하빌리스의 두개골은 600cc이며 좀더 둥근 형태인 반면 이 화석은 타원형에 가까운 특징을 지니고 있었다. 1470번으로 명명된 남성 두개골과 유사한 화석이 발견되면서 학계에서는 한때 호모 하빌리스의 다른 두개골과의 뇌용량 차이를 남녀 성별에 의한 차이로 해석되었다. 그러나 발견된 화석 중, 손발가락이 나무타기에 적합하지 않은 손, 발뼈와 나무타기에 적합한 손, 발뼈 등 신체 골격의 차이점이 계속되면서 1985년 직립보행에 더 적응하고 두뇌용량이 큰 종을 호모 루돌펜시스로 따로 분류하자는 제안이 나타났다. 이 제안은 2000년에 와서 승인되어 한때 호모 하빌리스의 남성으로 분류된 화석들은 다른 종으로 분류되었다.